# Мочварна антилопа
Мочварна антилопа (лат. Kobus ellipsiprymnus) је афричка врста антилопе.

## Угроженост
Ова врста није угрожена, и наведена је као последња брига јер има широко распрострањење.

## Распрострањење
Ареал мочварне антилопе обухвата већи број држава у Африци. Врста је присутна у ДР Конгу, Републици Конго, Мозамбику, Анголи, Бенину, Боцвани, Буркини Фасо, Бурундију, Габону, Гани, Гвинеји Бисао, Еритреји, Етиопији, Замбији, Зимбабвеу, Јужноафричкој Републици, Камеруну, Кенији, Малавију, Малију, Намибији, Нигерији, Нигеру, Обали Слоноваче, Руанди, Свазиленду, Сенегалу, Сијера Леонеу, Сомалији, Судану, Танзанији, Тогу, Уганди, Централноафричкој Републици и Чаду.
Присуство у Гамбији је непотврђено.

## Станиште
Станишта врсте су шуме, саване и слатководна подручја до 2100 метара.